# Кейрі Вілсон
Кейрі Вілсон (англ. Carey Wilson; нар. 19 травня 1962, Вінніпег) — колишній канадський хокеїст, що грав на позиції центрального нападника. Грав за збірну команду Канади.
Його батько Джеррі Вілсон виступав у 50-х роках за клуб НХЛ «Монреаль Канадієнс».
Провів понад 600 матчів у Національній хокейній лізі.

## Ігрова кар'єра
Хокейну кар'єру розпочав 1978 року в ЗХЛ.
1980 року був обраний на драфті НХЛ під 67-м загальним номером командою «Чикаго Блекгокс».
Протягом професійної клубної ігрової кар'єри, що тривала 13 років (а згодом у сезоні 1996/97 провів ще сім матчів в ІХЛ у складі «Манітоба Мус»), захищав кольори команд «Калгарі Флеймс», «Гартфорд Вейлерс», «Нью-Йорк Рейнджерс», «Манітоба Мус» та ГІФК.
Загалом провів 604 матчі в НХЛ, включаючи 52 гри плей-оф Кубка Стенлі.
Виступав за збірну Канади.

## Нагороди та досягнення
Чемпіон світу серед молодіжних збірних — 1982.

## Статистика
| Сезон        | Клуб                 | Ліга         | Регулярний сезон | Регулярний сезон | Регулярний сезон | Регулярний сезон | Регулярний сезон | Плей-оф | Плей-оф | Плей-оф | Плей-оф | Плей-оф |
| Сезон        | Клуб                 | Ліга         | І                | Г                | П                | О                | ШХ               | І       | Г       | П       | О       | ШХ      |
| ------------ | -------------------- | ------------ | ---------------- | ---------------- | ---------------- | ---------------- | ---------------- | ------- | ------- | ------- | ------- | ------- |
| 1978–79      | «Калгарі Ренглерс»   | ЗХЛ          | 5                | 1                | 1                | 2                | 0                | —       | —       | —       | —       | —       |
| 1979–80      | Дартмутський коледж  | НКАА         | 31               | 16               | 22               | 38               | 20               | —       | —       | —       | —       | —       |
| 1980–81      | Дартмутський коледж  | НКАА         | 24               | 9                | 13               | 22               | 52               | —       | —       | —       | —       | —       |
| 1981–82      | ГІФК                 | СМ-Л         | 29               | 15               | 17               | 32               | 58               | —       | —       | —       | —       | —       |
| 1982–83      | ГІФК                 | СМ-Л         | 36               | 16               | 24               | 40               | 62               | —       | —       | —       | —       | —       |
| 1983–84      | Збірна Канади        | ТМ           | 66               | 24               | 26               | 50               | 40               | —       | —       | —       | —       | —       |
| 1983–84      | «Калгарі Флеймс»     | НХЛ          | 15               | 2                | 5                | 7                | 2                | 6       | 3       | 1       | 4       | 2       |
| 1984–85      | «Калгарі Флеймс»     | НХЛ          | 74               | 24               | 48               | 72               | 27               | 4       | 0       | 0       | 0       | 0       |
| 1985–86      | «Калгарі Флеймс»     | НХЛ          | 76               | 29               | 29               | 58               | 24               | 9       | 0       | 2       | 2       | 2       |
| 1986–87      | «Калгарі Флеймс»     | НХЛ          | 80               | 20               | 36               | 56               | 42               | 6       | 1       | 1       | 2       | 6       |
| 1987–88      | КФ/ГВ                | НХЛ          | 70               | 27               | 41               | 68               | 40               | 6       | 2       | 4       | 6       | 2       |
| 1988–89      | ГВ/НЙР               | НХЛ          | 75               | 32               | 45               | 77               | 59               | 4       | 1       | 2       | 3       | 2       |
| 1989–90      | «Нью-Йорк Рейнджерс» | НХЛ          | 41               | 9                | 17               | 26               | 57               | 10      | 2       | 1       | 3       | 0       |
| 1990–91      | ГВ/КФ                | НХЛ          | 57               | 11               | 18               | 29               | 18               | 7       | 2       | 2       | 4       | 0       |
| 1991–92      | «Калгарі Флеймс»     | НХЛ          | 42               | 11               | 12               | 23               | 37               | —       | —       | —       | —       | —       |
| 1992–93      | «Калгарі Флеймс»     | НХЛ          | 22               | 4                | 7                | 11               | 8                | —       | —       | —       | —       | —       |
| 1996–97      | «Манітоба Мус»       | ІХЛ          | 7                | 0                | 4                | 4                | 2                | —       | —       | —       | —       | —       |
| Усього в НХЛ | Усього в НХЛ         | Усього в НХЛ | 552              | 169              | 258              | 427              | 314              | 52      | 11      | 13      | 24      | 14      |